# Sunrise in Heaven
 (septembre 2022).
Pour plus de détails, voir Fiche technique et Distribution.
Sunrise in Heaven est un film américain de Waymon Boone, réalisé en 2019 avec Caylee Cowan dans le rôle principal,,,.
Il est basé sur le livre His Sunrise My Sunset , un roman d'amour de 2016 de l'auteur américain Jan Hurst. Hurst a été inspirée pour écrire le livre basé sur la foi[incompréhensible] après l'accident de voiture qui a tué son mari, Steve[réf. nécessaire].

## Synopsis
Le film est basé sur la vie de Jan Hurst. Jan est la fille d'un père militant trop protecteur, mais cela ne l'empêche pas de tomber amoureuse de Steve, un jeune soldat de l'armée de l'air. Le couple doit trouver un moyen de convaincre son père afin qu'ils puissent se marier. À l'avenir, un accident de voiture dévastateur laisse son (maintenant) mari sous assistance respiratoire; elle doit garder foi en Dieu alors qu'elle fait face à la perspective de son décès. Rappelant leur fréquentation à travers des flashbacks, elle revit les premiers jours de leur relation.

## Fiche technique
- Titre : Sunrise in Heaven
- Réalisation : Waymon Boone
- Scénario : Dan Benamor
- Production : Dureyshevar
- Langue : Anglais américain
- Pays de production : États-Unis
- Genre : Film d'amour
- Durée : 90 minutes
- Date de sortie : 
  - États-Unis : 2019

## Distribution
- Caylee Cowan : Jan
- Corbin Bernsen : Jim
- Dee Wallace : Marion
- Erin Bethea : Michele
- Jenn Gotzon : Terri
- Bonnie Burroughs : Adult Jan